# WASP-17b
WASP-17b は、WASP-17と呼ばれる恒星を公転する太陽系外惑星（ホット・ジュピター）である。2009年8月11日に発見が報告された。中心星の自転と逆向きに公転している可能性が高く、初めて発見された逆行惑星である。また誤差による不確実性があるが、WASP-17bは、それまでに知られていたどの系外惑星よりも大直径かつ低密度の天体と考えられている。

## 発見
WASP-17b はイギリス・キール大学のデイビッド・アンダーソンのチームによって発見された。彼らは太陽系から1000光年離れた距離にある恒星WASP-17を調査し、巨大ガス惑星が恒星の手前を通過する際の減光を見出すことに成功した。観測には南アフリカ天文台の望遠鏡アレイが用いられ、スーパーWASPサーベイが発見した17番目の惑星として現在の名前が与えられた。
初期の観測では惑星の巨大さが明らかになった。さらにジュネーブ天文台が主恒星の視線速度の変化に対応するドップラーシフトを測定し、惑星の質量と軌道離心率を求めた。またロシター効果の測定により、WASP-17b が主星の自転と逆方向に公転していることが明らかになった。

## 特徴
WASP-17b の直径は木星の1.5-2倍、質量は木星の半分程度である。平均密度は0.08 - 0.19g/cm3で、木星の1.326g/cm3や地球の5.515g/cm3に比べてかなり低い。これは惑星が恒星に接近した楕円軌道を持つため、潮汐摩擦により内部に熱が発生しているためだと考えられている。
またWASP-17bは軌道傾斜角が150度の逆行軌道を持つ可能性が高い。事実であれば逆行惑星が発見された最初の例である。これはロシター効果と呼ばれる現象の観測に基づいている。WASP-17bが逆行軌道を取るようになった原因は明らかではないが、他の惑星と接近した際に強い重力散乱を受け楕円軌道に弾き飛ばされたという説や、未発見の伴星から古在メカニズムを通じて影響を受け、少しずつ軌道傾斜角が変化したという説が唱えられている。

## 衛星の可能性
エクソ・イオであるWASP-17b Iが存在する可能性が示されている。